# Joan Olivé
Joan Olivé Márquez (Tarragona, 22 novembre 1984) è un pilota motociclistico spagnolo, ritiratosi dall'attività agonistica.

## Carriera

### Classi 125 e 250
Nel 2000 divenne campione nazionale Spagnolo della classe 125.
Esordisce nel motomondiale in classe 125 nel 2001, ingaggiato dal team Telefonica Movistar jnr con una Honda; i compagni di squadra sono Toni Elías e Daniel Pedrosa. Ottiene come miglior risultato un ottavo posto in Catalogna e termina la stagione al 19º posto con 34 punti. Nel 2002 rimane nello stesso team, questa volta avendo come compagno di squadra il solo Pedrosa, ottenendo un terzo posto in Olanda e terminando la stagione al 12º posto con 76 punti. Nel 2003 passa alla classe 250, ingaggiato dal team Aspar Junior con l'Aprilia RSV 250; il compagno di squadra è Héctor Faubel. Ottiene come miglior risultato un settimo posto in Brasile e termina la stagione al 12º posto con 38 punti.
Nel 2004 passa al team Campetella Racing; i compagni di squadra sono Franco Battaini e Sylvain Guintoli. Ottiene come miglior risultato due decimi posti (Francia e Qatar) e termina la stagione al 19º posto con 27 punti. Nel 2005 torna in 125, ingaggiato dal team Nocable.it Race con una Aprilia RS 125 R; il compagno di squadra è Marco Simoncelli. Ottiene un terzo posto in Italia e termina la stagione al 14º posto con 60 punti. Nel 2006 passa al team SSM Racing; il compagno di squadra è Federico Sandi. Ottiene come miglior risultato due quinti posti (Turchia e Malesia) e termina la stagione al 10º posto con 85 punti.
Nel 2007 passa al team Polaris World; il compagno di squadra è Mattia Pasini. Ottiene due secondi posti (Turchia e Australia) e termina la stagione all'8º posto con 131 punti. Nel 2008 passa al team Belson Derbi; il compagno di squadra è Pol Espargaró. Ottiene tre secondi posti (Qatar, Portogallo e Olanda) e un terzo posto in Repubblica Ceca e termina la stagione al 7º posto con 142 punti. Nel 2009 rimane nello stesso team, avendo come compagni di squadra Espargaró e Efrén Vázquez. Ottiene un terzo posto in Germania e termina la stagione al 9º posto con 91 punti.

### Moto2 e Moto3
Nel 2010 passa alla Moto2 nel team Jack&Jones by A. Banderas con una Promoharris (FTR nel Gran Premio di San Marino); il compagno di squadra è Kenny Noyes. Non ottiene punti. Nel 2011 corre il Gran Premio di San Marino in Moto2 in sostituzione dell'infortunato Yonny Hernández sulla FTR del team Blusens-STX. Dal Gran Premio d'Aragona corre per il team Aeroport de Castelló al posto di Jacob Gagne. Non ottiene punti. Nel 2012 corre in Moto3 i Gran Premi di Portogallo e Repubblica Ceca in sostituzione dello squalificato Niklas Ajo sulla KTM M32 del team TT Motion Events Racing senza ottenere punti.

## Risultati nel motomondiale
| 2001 | Classe | Moto  |    |    |    |     |    |   |     |    |    |    |     |    |    |    |    |    |  |  | Punti | Pos. |
| ---- | ------ | ----- | -- | -- | -- | --- | -- | - | --- | -- | -- | -- | --- | -- | -- | -- | -- | -- |  |  | ----- | ---- |
| 2001 | 125    | Honda | 19 | 16 | 14 | Rit | 10 | 8 | Rit | 14 | 15 | 14 | Rit | 10 | 12 | 27 | 12 | 11 |  |  | 34    | 19º  |

| 2002 | Classe | Moto  |    |     |   |     |     |   |   |   |    |     |     |    |   |    |   |   |  |  | Punti | Pos. |
| ---- | ------ | ----- | -- | --- | - | --- | --- | - | - | - | -- | --- | --- | -- | - | -- | - | - |  |  | ----- | ---- |
| 2002 | 125    | Honda | 13 | Rit | 9 | Rit | Rit | 6 | 3 | 6 | 11 | Rit | Rit | 22 | 8 | 13 | 9 | 9 |  |  | 76    | 12º  |

| 2003 | Classe | Moto    |    |     |    |    |    |    |    |     |    |    |     |   |    |    |    |     |  |  | Punti | Pos. |
| ---- | ------ | ------- | -- | --- | -- | -- | -- | -- | -- | --- | -- | -- | --- | - | -- | -- | -- | --- |  |  | ----- | ---- |
| 2003 | 250    | Aprilia | 13 | Rit | 10 | 10 | 10 | 10 | 23 | Rit | 17 | 16 | Rit | 7 | 19 | 14 | 18 | Rit |  |  | 38    | 12º  |

| 2004 | Classe | Moto    |    |    |    |    |     |     |     |    |    |    |    |     |    |    |     |    |  |  | Punti | Pos. |
| ---- | ------ | ------- | -- | -- | -- | -- | --- | --- | --- | -- | -- | -- | -- | --- | -- | -- | --- | -- |  |  | ----- | ---- |
| 2004 | 250    | Aprilia | 17 | 20 | 10 | 11 | Rit | Rit | Rit | 13 | 11 | 15 | 18 | Rit | 10 | 18 | Rit | 15 |  |  | 27    | 19º  |

| 2005 | Classe | Moto    |   |    |    |     |   |     |    |    |   |   |    |    |    |    |    |   |    |  | Punti | Pos. |
| ---- | ------ | ------- | - | -- | -- | --- | - | --- | -- | -- | - | - | -- | -- | -- | -- | -- | - | -- |  | ----- | ---- |
| 2005 | 125    | Aprilia | 8 | 18 | 14 | Rit | 3 | Rit | 13 | NE | 8 | 8 | 22 | 18 | 17 | 11 | 15 | 9 | 14 |  | 60    | 14º  |

| 2006 | Classe | Moto    |   |     |   |    |   |    |   |    |   |   |    |   |   |    |     |     |    |  | Punti | Pos. |
| ---- | ------ | ------- | - | --- | - | -- | - | -- | - | -- | - | - | -- | - | - | -- | --- | --- | -- |  | ----- | ---- |
| 2006 | 125    | Aprilia | 9 | Rit | 5 | 14 | 7 | 13 | 9 | 12 | 6 | 9 | NE | 8 | 5 | 10 | Rit | Rit | 20 |  | 85    | 10º  |

| 2007 | Classe | Moto    |    |   |   |    |   |     |   |   |    |    |    |    |    |   |   |   |   |    | Punti | Pos. |
| ---- | ------ | ------- | -- | - | - | -- | - | --- | - | - | -- | -- | -- | -- | -- | - | - | - | - | -- | ----- | ---- |
| 2007 | 125    | Aprilia | 11 | 8 | 2 | 19 | 5 | Rit | 8 | 5 | 10 | 11 | NE | 12 | 12 | 5 | 5 | 2 | 4 | 30 | 131   | 8º   |

| 2008 | Classe | Moto  |   |     |   |   |   |   |     |   |   |     |    |   |    |    |   |    |   |     | Punti | Pos. |
| ---- | ------ | ----- | - | --- | - | - | - | - | --- | - | - | --- | -- | - | -- | -- | - | -- | - | --- | ----- | ---- |
| 2008 | 125    | Derbi | 2 | Rit | 2 | 6 | 8 | 9 | Rit | 7 | 2 | Rit | NE | 3 | 12 | 12 | 4 | 14 | 7 | Rit | 142   | 7º   |

| 2009 | Classe | Moto  |    |   |    |     |     |    |    |    |   |    |    |   |   |   |     |   |   |  | Punti | Pos. |
| ---- | ------ | ----- | -- | - | -- | --- | --- | -- | -- | -- | - | -- | -- | - | - | - | --- | - | - |  | ----- | ---- |
| 2009 | 125    | Derbi | 18 | 7 | 11 | Rit | Rit | 14 | 11 | NE | 3 | 12 | 10 | 8 | 8 | 5 | Rit | 9 | 6 |  | 91    | 9º   |

| 2010 | Classe | Moto              |    |     |    |    |     |    |    |     |    |    |    |    |    |     |    |    |    |    | Punti | Pos. |
| ---- | ------ | ----------------- | -- | --- | -- | -- | --- | -- | -- | --- | -- | -- | -- | -- | -- | --- | -- | -- | -- | -- | ----- | ---- |
| 2010 | Moto2  | Promoharris e FTR | 32 | Rit | 24 | NP | Rit | 32 | 21 | Rit | NE | 31 | 22 | 21 | 28 | Rit | 23 | 34 | NQ | 28 | 0     |      |

| 2011 | Classe | Moto |  |  |  |  |  |  |  |  |  |    |  |  |    |    |    |    |    |    | Punti | Pos. |
| ---- | ------ | ---- |  |  |  |  |  |  |  |  |  | -- |  |  | -- | -- | -- | -- | -- | -- | ----- | ---- |
| 2011 | Moto2  | FTR  |  |  |  |  |  |  |  |  |  | NE |  |  | 26 | 28 | 26 | 23 | 16 | 26 | 0     |      |

| 2012 | Classe | Moto |  |  |    |  |  |  |  |  |  |    |  |    |  |  |  |  |  |  | Punti | Pos. |
| ---- | ------ | ---- |  |  | -- |  |  |  |  |  |  | -- |  | -- |  |  |  |  |  |  | ----- | ---- |
| 2012 | Moto3  | KTM  |  |  | 16 |  |  |  |  |  |  | NE |  | 18 |  |  |  |  |  |  | 0     |      |

| Legenda | 1º posto        | 2º posto            | 3º posto            | A punti      | Senza punti        | Grassetto – Pole position Corsivo – Giro più veloce |
| Legenda | Gara non valida | Non qual./Non part. | Ritirato/Non class. | Squalificato | '-' Dato non disp. | Grassetto – Pole position Corsivo – Giro più veloce |